# Carex catamarcensis
Espèce
Classification phylogénétique
Carex catamarcensis est une espèce de plantes du genre Carex et de la famille des Cyperaceae.